# Psychotria pancheri
Psychotria pancheri är en måreväxtart som först beskrevs av Henri Ernest Baillon, och fick sitt nu gällande namn av Rudolf Schlechter. Psychotria pancheri ingår i släktet Psychotria och familjen måreväxter. Inga underarter finns listade i Catalogue of Life.